# Mosteiro de São José de Las Batuecas
O Mosteiro de São José de Las Batuecas é um convento de clausura monástica de monges eremitas Carmelitas Descalços, situado no Vale de Las Batuecas e que responde à regra religiosa da simplicidade e austeridade definida por Santa Teresa de Ávila e por São João da Cruz. O recinto é constituído por duas cercas, dentro das quais se encontram o convento e as suas dependências. A sua igreja, construída em 1602, e ampliada em 1686, constitui o edifício central do conjunto conventual, encontra-se rodeada por uma rua empedrada de laje e amplos jardins a jeito de claustro. Encostadas à sua parede norte, encontram-se a sacristia e a biblioteca, o cemitério dos religiosos, a capela de São Jerónimo, a de São Paulo, o Ermitão, e São João Batista. A sul situam-se várias celas, oratório dos monges. No muro oeste, uma porta abre a passagem ao refeitório, cozinha, talheres, alojamentos dos criados, padaria, lavadouro, etc. Durante os séculos XVII e XVIII, foi-se configurando a sua estrutura definitiva.
Neste convento habitou algum tempo a Madre Maria Maravilhas de Jesus, hoje santa canonizada pela Igreja Católica.